# Hemerodromia nigrolineata
Hemerodromia nigrolineata är en tvåvingeart som beskrevs av Roser 1840. Hemerodromia nigrolineata ingår i släktet Hemerodromia och familjen dansflugor.
Artens utbredningsområde är Tyskland. Inga underarter finns listade i Catalogue of Life.